# تحليل زمني

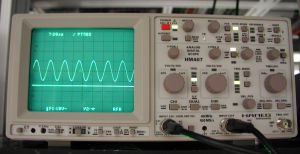
ألة قياس التحليل الزمني

يشير التحليل الزمني (TR) إلى الدقة المنفصلة للقياس فيما يتعلق بالوقت. غالبًا ما يكون هناك مفاضلة بين الدقة الزمنية للقياس ودقة المكانية، وذلك بسبب مبدأ عدم اليقين لهايزنبرغ. في بعض السياقات، مثل فيزياء الجسيمات يمكن أن تُعزى هذه المفاضلة إلى السرعة الضوء المحدودة وحقيقة أن الفوتونات التي تحمل المعلومات تستغرق فترة زمنية معينة للوصول إلى المراقب. في هذا الوقت، قد يكون النظام قد خضع لتغييرات من تلقاء نفسه. وهكذا كلما طالت مدة انتقال الضوء انخفضت الدقة الزمنية.
في سياق آخر، غالبًا ما يكون هناك مفاضلة بين الدقة الزمنية وتخزين الحاسوب. قد يكون محول الطاقة قادرًا على تسجيل البيانات كل مللي ثانية، ولكن التخزين المتاح قد لا يسمح بذلك، وفي حالة التصوير رباعي الأبعاد PET، قد تقتصر الدقة على عدة دقائق.